# یواس‌اس هوپتری (ای‌ان-۶۲)
یواس‌اس هوپتری (ای‌ان-۶۲) (به انگلیسی: USS Hoptree (AN-62)) یک کشتی بود که طول آن 194' 6" بود. این کشتی در سال ۱۹۴۳ ساخته شد.